# Margot la Hennuyère
Margot la Hennuyère o Margot de Hainaut (1401-?) fue una jugadora de juego de palma originaria del Condado de Henao y una de las primeras deportistas –aunque la palabra deporte no se inventó hasta siglos más tarde– en dejar huella escrita de su existencia.

## Biografía
Margot nació en 1401 en el Condado de Henao durante el período borgoñón. Aunque las mujeres en general no practicaban el juego de palma (un precedente del tenis), Margot se convirtió en una afamada jugadora, tal y como ha quedado registrado en la obra anónima Diario de un burgués de París (Journal d'un bourgeois de Paris) escrita entre 1405 y 1449. Esta obra relata así las hazañas de Margot en el juego de palma:

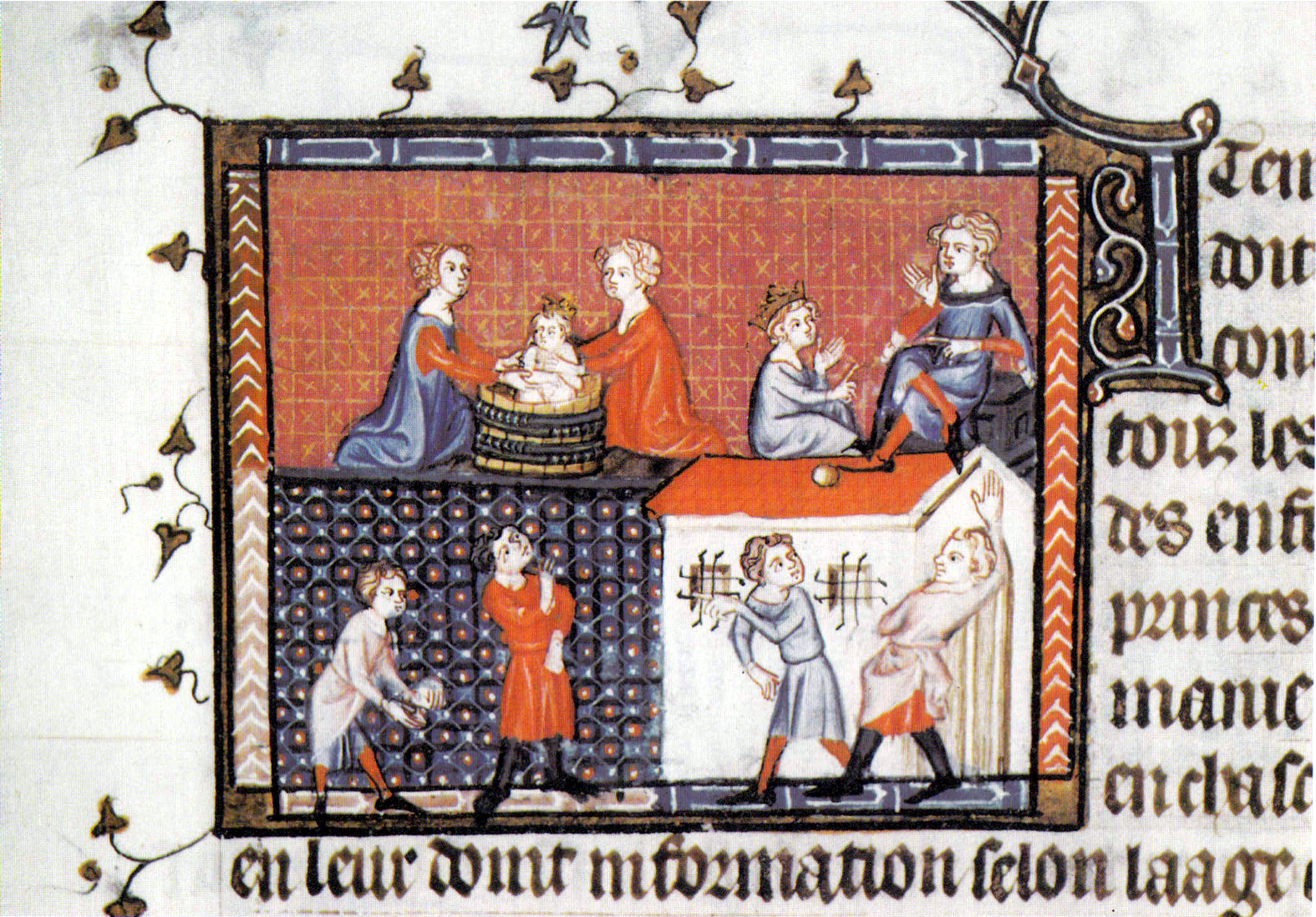
Educación de los niños en la corte de Carlos V de Francia (hacia 1360). En la parte inferior de la imagen se observa el juego de palma.

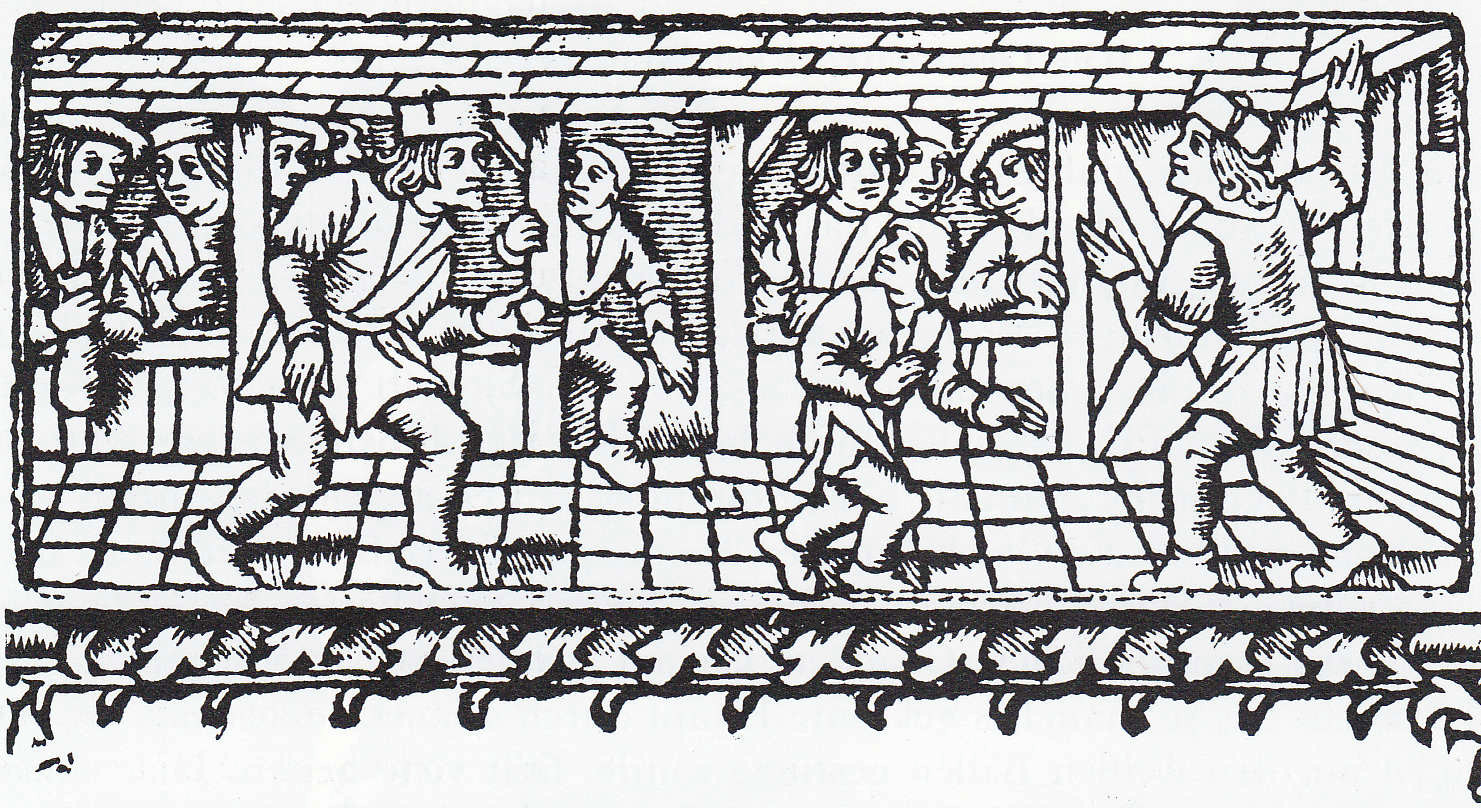
Ilustración de Simón Vostre (1468?-1518) que muestra el juego de la palma hacia 1510.

«En aquel año de 1427 llegó a París una mujer llamada Margot, bastante joven, de unos 28 a 30 años de edad, que era originaria del Condado de Henao y que jugaba al juego de palma como no se había visto nunca antes. Jugaba con la mano delante y detrás muy potentemente, muy astutamente y muy hábilmente, como podía hacerlo un hombre, y había pocos hombres a quienes ella no venciera, solo le ganaban los jugadores más potentes».

Margot la Hennuyère causó sensación en París y se impuso a los mejores jugadores de la ciudad. Habiendo logrado una buena situación financiera, Margot regresó a Flandes donde continuó su carrera en el juego de palma. Terminó su vida como religiosa en la abadía de Soleilmont. La fecha de su muerte es desconocida.